# Théorème de Wolstenholme
Le théorème de Wolstenholme est un résultat arithmétique sur les coefficients binomiaux, démontré en 1862 par Joseph Wolstenholme. Il énonce que pour tout nombre premier {\displaystyle p\geqslant 5}, on a :
Par exemple pour {\displaystyle p=7}, {\displaystyle {13 \choose 6}=1716=1+7^{3}\times 5\equiv 1{\pmod {7^{3}}}}. 
La congruence analogue modulo {\displaystyle p^{2}} avait été démontrée en 1819 par Charles Babbage.
La preuve originelle de Wolstenholme n'utilise que des calculs algébriques élémentaires. Il montre d'abord que si {\displaystyle \sum _{k=1}^{p-1}{\frac {1}{k}}} (respectivement {\displaystyle \sum _{k=1}^{p-1}{\frac {1}{k^{2}}}}) est écrit sous forme d'une fraction d'entiers, alors le numérateur de cette fraction est divisible par {\displaystyle p^{2}} (resp. {\displaystyle p}). Il déduit enfin son théorème de ces deux résultats. Ceux-ci sont parfois aussi intégrés dans le théorème.

## Problème réciproque
Comme pour le théorème de Wilson : {\displaystyle (n-1)!\equiv -1{\pmod {n}}} , qui constitue une condition nécessaire et suffisante pour que {\displaystyle n\geqslant 2} soit premier, on conjecture que {\displaystyle {{2n-1} \choose {n-1}}\equiv 1{\pmod {n^{3}}}} constitue une condition nécessaire et suffisante pour que {\displaystyle n\geqslant 5} soit premier, car cette propriété est vraie jusqu'à {\displaystyle n=10^{11}}, mais cette conjecture n'est pas prouvée .